# 上格斯根

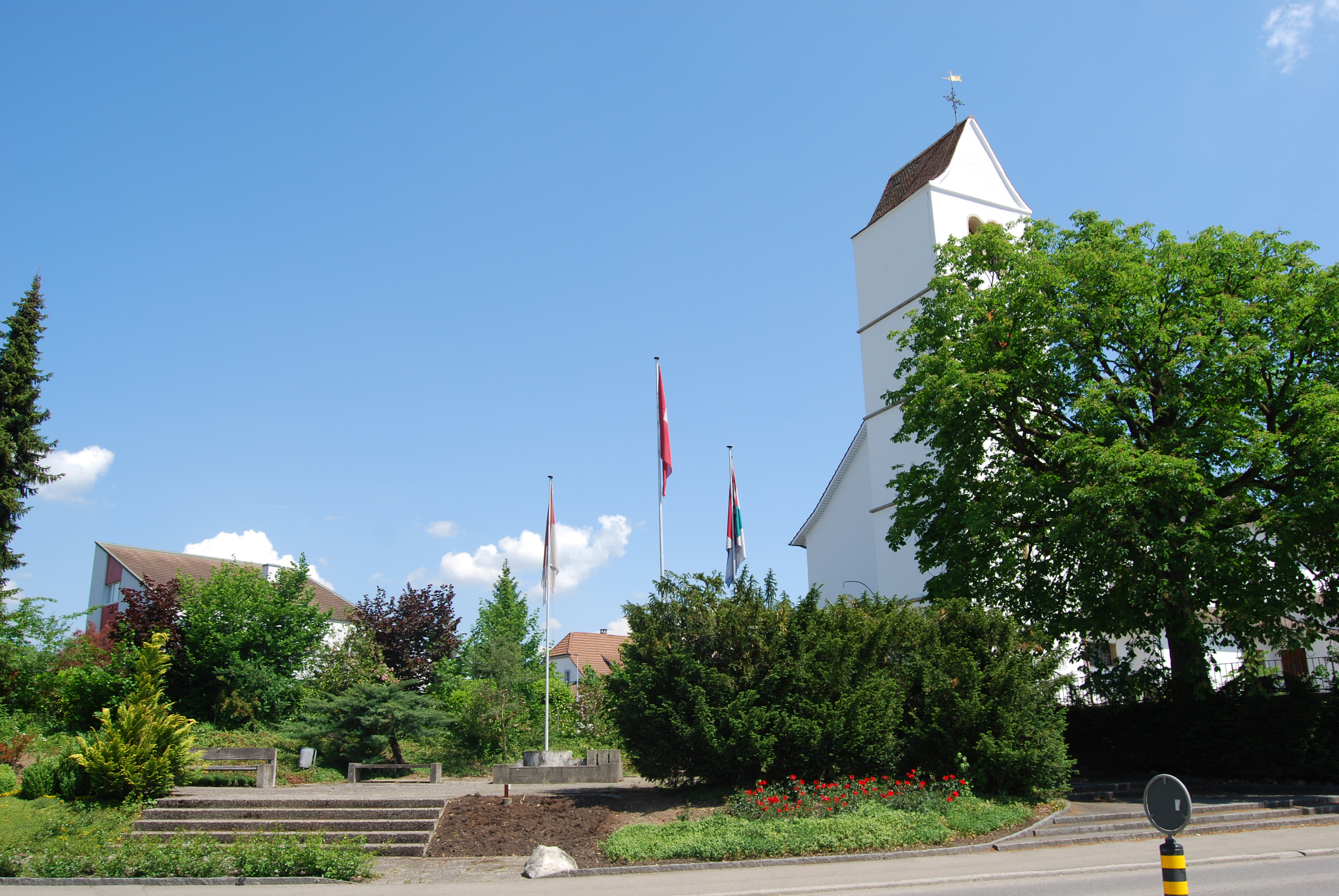

上格斯根是瑞士的城鎮，位於該國北部，由索洛圖恩州負責管轄，面積3.64平方公里，海拔高度390米，2012年人口2,138，四成人口信奉羅馬天主教，人口密度每平方公里587人。

## 外部連結
- Official website （页面存档备份，存于） （德文）